# Bogdan Chełmicki
Bohdan Józef Nałęcz Chełmicki (ur. 20 marca 1895 w Warszawie, zm. 2 maja 1982 tamże) – polski ziemianin, działacz społeczny, polityk, poseł na Sejm w II Rzeczypospolitej, syn Bronisława.

## Wstęp
Po śmierci ojca w 1911 roku otrzymał razem z siostrą Krystyną dobra Kowalki. Krystyna Chełmicka wkrótce zmarła przekazując w testamencie swoją część matce Ksawerze. Taki stan prawny majątku (tj. współwłasność) trwał aż do 1946 roku.

## Wykształcenie
Po ukończeniu w 1912 gimnazjum w Warszawie studiował rolnictwo w Wiedniu. W 1918 roku ukończył Wyższą Szkołę Rolną w Warszawie. Podczas studiów należał do korporacji akademickiej Jagiellonia. Wstąpił jako ochotnik służąc od 1920 roku początkowo w 1., a następnie w 201. pułku szwoleżerów.

## Aktywność społeczna
Był aktywnym działaczem społecznym w powiecie rypińskim. W latach 1928–1937 pełnił funkcję prezesa Okręgowego Towarzystwa Organizacji i Kółek Rolniczych. Od 1926 roku był członkiem ROTR w Rypinie. W 1935 roku został posłem na sejm RP z ramienia BBWR
W 1939 roku opuścił Kowalki udając się do Kowna. Potem wrócił do Warszawy i został administratorem majątków w Generalnym Gubernatorstwie. Należał do AK.
Po wojnie administrował majątkami Państwowych Nieruchomości Ziemskich.

## Ordery i odznaczenia
- Krzyż Kawalerski Orderu Odrodzenia Polski (1967)
- Złoty Krzyż Zasługi (9 listopada 1931)[1]